# Argíope
Argíope (en grec antic: Ἀργιόπη), va ser una nimfa, segons la mitologia grega.
La Biblioteca d'Apol·lodor diu que era la mare del músic i cantant Tàmiris, que el va tenir amb Filàmon, també músic i fill d'Apol·lo. Segons Pausànias, però, Filàmon es va negar a portar-la a casa seva com a esposa, i ella va marxar del Parnàs per donar a llum el seu fill en territori de Tràcia, entre els odrisis. Aquest fet, diu Pausànias, va ser un intent d'explicar els orígens tracis de Tàmiris.